# Челутай (Бурятия)
Челута́й (бур. Шулуута) — посёлок при станции в Заиграевском районе Бурятии. Входит в сельское поселение «Челутаевское».
Железнодорожная станция Челутай Восточно-Сибирской железной дороги на Транссибирской магистрали.

## География
Посёлок и станция расположены в 13 км по железной дороге и 14 км по автодороге к юго-востоку от районного центра — пгт Заиграево. К западной окраине пристанционного посёлка примыкает посёлок Челутай (3 км) — центр сельского поселения.
Станция находится на левом берегу реки Ильки, правом притоке Брянки, в 2,5 км к востоку от реки Челутай (бур. Шулуута — «каменистая»), от которой и происходит название. От станции Челутай ответвляется в южном направлении железнодорожная ветка на станцию Тугнуй в посёлке Саган-Нур, по которой осуществляются поставки угля с Тугнуйского угольного разреза на Транссибирскую магистраль.

## Население
| 2002 | 2010 |
| ---- | ---- |
| 472  | ↘458 |